# Yormie Johnson

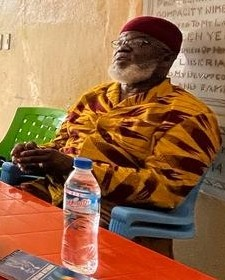
Prince Yormie Johnson (2023)

Prince Yormie Johnson (* 6. Juli 1952; † 28. November 2024) war ein liberianischer Warlord, Politiker und seit 2014 Senator für den Nimba County.
Johnson war eine Schlüsselfigur des Ersten Liberianischen Bürgerkrieges; ihm wurden mehrere Kriegsverbrechen in dessen Verlauf zur Last gelegt. Bekanntheit erlangte er durch die Ergreifung und die nachfolgende Hinrichtung des damaligen Staatspräsidenten Samuel K. Doe.

## Biografie
Johnson wurde 1952 im Nimba County geboren. In den 1980er Jahren hatte er sich für eine militärische Laufbahn entschieden und diente als Offizier unter dem liberianischen Brigadegeneral Thomas Quiwonkpa, zu dieser Zeit der Kommandeur der Streitkräfte Liberias. Johnson floh mit Quiwonkpa im Jahr 1983 ins Exil.
Im Ausland verbündete sich Johnson mit dem späteren Rebellenführer Charles Taylor und trat der National Patriotic Front of Liberia (NPFL, deutsch: Nationale Patriotische Front von Liberia) bei, deren bewaffneter Teil am 24. Dezember 1989 die liberianische Grenze überschritt, um den regierenden Präsidenten Samuel K. Doe zu stürzen. Das Land wurde damit in einen ersten blutigen Bürgerkrieg gestürzt. Allerdings führte ein interner Machtkampf zu einem Bruch mit der von Taylor geführten NPFL, und Johnson reagierte unverzüglich mit der Bildung der Independent National Patriotic Front of Liberia (INPFL, deutsch: Unabhängige Nationale Patriotische Front von Liberia). Dies führte zu einer Teilung der Herrschaftsgebiete, und Johnson erwarb sich dort den Status eines „Warlords“.
Trotz militärischer Intervention einiger westafrikanischer Staaten der ECOMOG gelang es Johnson, in die Hauptstadt Monrovia einzudringen, wo es zu heftigen Gefechten kam, bei denen große Teile der Bevölkerung flohen und die Infrastruktur beschädigt oder zerstört wurde. Am 9. September 1990 wurde Doe durch eine von Johnson geführte Gruppe gefangen genommen und hingerichtet. Johnson ließ sich dabei filmen, wie er Doe beide Ohren abschneiden und ihn anschließend verbluten ließ; die Aufzeichnungen kursierten bald in ganz Westafrika.
In diesem Zusammenhang wurden Johnson auch mehrfache Kriegsverbrechen wie beispielsweise die Entführung und Folterung mehrerer Firestone-Führungskräfte zur Last gelegt. Nach Does Tod votierten führende Johnson-Anhänger, ihn zum Präsidenten von Liberia zu ernennen, doch die von seinem Rivalen Taylor dominierten Gebiete verweigerten dafür ihre Zustimmung. Bei dem Versuch, die noch schwache Regierung der Putschisten zu festigen, reiste Johnson als Anführer der INPFL-Partei zu einer Konferenz in Guinea, wo statt ihm ein weiterer Rivale, Amos Sawyer, zum liberianischen Interims-Präsidenten gewählt wurde. In der berechtigten Furcht, dass dieses Wahlergebnis in Liberia zu einem weiteren blutigen Machtkampf mit den Taylor-Rebellen führen würde, begab sich Johnson freiwillig ins Exil nach Nigeria. Nach eigenen Angaben begann für ihn dort eine Zeit der Läuterung, auch söhnte er sich mit der Familie Does aus. Tatsächlich setzte sich der einstige Verbündete und spätere Rivale Taylor gegen alle Widersacher durch und wurde liberianischer Präsident. Doch 1999 begann eine Rebellion vom Norden Liberias aus, angeführt von einer Gruppe, die sich Liberians United for Reconciliation and Democracy (LURD) nannte.
Johnson kehrte erst im März 2004 nach dem erzwungenen Rücktritt Taylors und der Installation einer Übergangsregierung nach Liberia zurück. Da er noch großen Rückhalt in seiner Heimatprovinz hatte, erklärte er seine Absicht, in die Politik zurückzukehren, obwohl er unverzüglich von der Gruppierung Vereinigte Liberianer für Aussöhnung und Demokratie (LURD) Morddrohungen erhielt.
Im Wahljahr 2005 gewann Johnson einen Sitz im Senat als Repräsentant des Nimba County. Für einen kurzen Zeitraum war er der Vorsitzende des Verteidigungsausschusses im Senat. Im Jahr 2010 verkündete er seine Absicht, als Kandidat bei den Präsidentschaftswahlen im Jahr 2011 teilzunehmen. Er wurde im ersten Wahlgang mit 11,3 % Dritter und verpasste somit die nachfolgende Stichwahl.

## Sonstiges
Johnson nannte sich selbst Prince Yormie Johnson. „Prince“ ist hierbei kein Titel, sondern ein häufiger Vorname für Männer in Liberia.